# Distrofia endoteliale di Fuchs
La distrofia endoteliale di Fuchs , in sigla dell'inglese FECD, è una malattia oftalmologica bilaterale, lentamente progressiva e normalmente associata all'invecchiamento.
È una distrofia corneale caratterizzata dal progressivo deterioramento e morte delle cellule endoteliali della cornea, che costituiscono la parte più profonda e la superficie posteriore della struttura corneale.
Esistono diverse forme di FECD in base all'età di esordio dei sintomi e alla causa. Una forma particolarmente rara è caratterizzata dall'esordio giovanile.

## Epidemiologia e storia
La malattia fu descritta per la prima volta dall'oculista austriaco Ernst Fuchs. L'incidenza esatta della FECD non è nota. La malattia si manifesta inizialmente con la formazione di escrescenze guttate e la cornea guttata è molto frequente negli anziani. Solo lo 0,1% di questi pazienti presenta edema epiteliale e formazione di bolle.
Pochi studi hanno esaminato la prevalenza di FECD su larga scala. Valutato per la prima volta in un contesto clinico, lo stesso Fuchs ha stimato che la presenza di distrofia epiteliale corneale fosse una su 2 000 pazienti; un tasso che probabilmente riflette coloro che progrediscono verso la malattia avanzata. Studi trasversali suggeriscono una prevalenza relativamente più alta della malattia nei paesi europei rispetto ad altre aree del mondo. La distrofia di Fuchs colpisce raramente individui di età inferiore ai 50 anni.
La FECD è leggermente più comune nel sesso femminile rispetto a quello maschile.

## Eziopatogenesi
La causa della FECD è sconosciuta, ma sembra essere un disturbo ereditario eterogeneo e complesso, causato dall'interazione di fattori genetici e ambientali. Sebbene la maggior parte dei pazienti con FECD manchi di una storia familiare positiva, i consanguinei a volte manifestano cornea guttata. La FECD può anche influire sui fratelli e su due o più generazioni successive apparentemente come una malattia autosomica dominante con penetranza incompleta, ma è improbabile un semplice pattern autosomico dominante.
La forma a esordio precoce è molto rara e può essere classificata come distrofia di Fuchs tipo 1 (o distrofia di Fuchs a esordio precoce) ed è causata da una mutazione nel gene COL8A2 (collagene, tipo VIII, α 2) con una più evidente ereditarietà autosomica dominante.
La patogenesi esatta è sconosciuta, ma i fattori includono l'apoptosi delle cellule endoteliali, gli ormoni sessuali, l'infiammazione e il flusso e la composizione dell'umore acqueo. Le mutazioni nel collagene VIII, un componente importante della membrana di Descemet secreto dalle cellule endoteliali, sono state collegate alla FCED a esordio precoce.
Le distrofie corneali endoteliali a insorgenza tardiva di Fuchs sono più comuni e includono:
- Distrofia corneale endoteliale di Fuchs tipo 2 (causata da una mutazione in un gene non identificato situato nel cromosoma 13)[13]
- Distrofia di Fuchs tipo 3  (può essere causata da mutazioni del gene TCF4)[14]
- Distrofia di Fuchs tipo 4  (causata da una mutazione nel gene SLC4A11)[15]
- Distrofia di Fuchs tipo 5  (causata da una mutazione in un gene non identificato nel cromosoma 15)[16]
- Distrofia di Fuchs tipo 6  (causata da una mutazione nel gene ZEB1)[17]
- Distrofia di Fuchs tipo 7 (causata da una mutazione in un gene non identificato nel cromosoma 9)[18]
- Distrofia di Fuchs tipo 8  (causata da eterozigote mutazione nel gene AGBL1)[19].

In soggetti caucasici in Australia è stata individuata una differente espressione e distribuzione della clusterina  insinuando il coinvolgimento anche del gene CLU.

## Clinica
La FECD può essere scoperta come un riscontro accidentale durante una visita di routine da un optometrista o da un oftalmologo durante la valutazione per un intervento di cataratta. A causa di irregolarità sulla superficie interna della cornea, le persone colpite possono semplicemente notare una riduzione della qualità della vista o abbagliamento o aloni, in particolare durante la guida notturna. Gli individui con distrofia di Fuchs sintomatica si svegliano tipicamente con visione offuscata che migliora durante il giorno. Ciò si verifica perché la cornea è normalmente più gonfia al mattino a causa della ritenzione di liquidi notturna in assenza di normale evaporazione dovuta alla chiusura delle palpebre. Durante le ore di veglia questo fluido evapora una volta che gli occhi sono aperti. Con il peggioramento della malattia, la vista rimane offuscata nonostante l'evaporazione a causa del fallimento della pompa endoteliale e della ritenzione di liquidi. Poiché la distrofia di Fuchs si verifica tipicamente negli individui più anziani, potrebbe esserci anche cataratta del cristallino, che riduce anche la vista.
La distrofia di Fuchs è una malattia geneticamente eterogenea e molti geni e loci diversi sono stati associati per contribuire a una piccola percentuale dei casi complessivi di Fuchs. Alcune lesioni genetiche sono state correlate a malattie più gravi e a esordio precoce. Pertanto, alcuni individui possono manifestare sintomi della malattia in età molto precoce, mentre altri potrebbero non manifestare sintomi fino a tarda età.
Clinicamente la malattia, lentamente progressiva, si manifesta con un edema progressivo dello stroma corneale, dell'epitelio e del tessuto subepiteliale e un'eventuale fibrosi subepiteliale che produce un annebbiamento della vista. Sono tuttavia necessari 10-20 anni prima che si manifestino gravi problemi visivi e le possibili, gravi, complicanze, come le ulcere settiche.
Inizialmente la FECD è asintomatica, ma delle piccole escrescenze (guttae) si formano nella cornea centrale e sono frequentemente circondate da una fine spolverata di punti di pigmentati. Le guttae hanno un aspetto brunastro dorato brillante alla biomicroscopia a fessura e quando viste con retroilluminazione appaiono come piccole gocce di rugiada. Le anomalie corneali endoteliali possono essere rilevate clinicamente diversi anni prima che il paziente diventi sintomatico.
Riducendosi il numero di cellule endoteliali funzionanti, si rompe l'equilibrio che regola le funzioni barriera e pompa e inizia l'eccessiva idratazione della cornea. Il fluido edematoso distacca le lamelle corneali e si accumula in sacche. La separazione delle fibrille di collagene porta a un annebbiamento della cornea. Mentre la malattia progredisce, il fluido edematoso entra nell'epitelio, producendo una superficie epiteliale irregolare. La cornea guttata, lieve o moderata, può rimanere tale per anni senza intaccare la vista. Solo quando si manifesta l'edema stromale, e specialmente epiteliale,  la condizione si deve considerare come una distrofia endoteliale di Fuchs. Con l'avanzare della malattia, si forma nell'epitelio del tessuto connettivo vascolare. Questa condizione può essere seguita da complicanze secondarie (ad es. erosioni epiteliali, ulcerazioni microbiche, vascolarizzazione corneale). Quando insorge l'edema stromale questo produce una foschia blu-grigia anteriormente alla membrana di Descemet. Lo stroma corneale si ispessisce e sviluppa un aspetto a vetro satinato. L'endotelio assume il tipico aspetto del "metallo battuto". Il liquido si accumula tra le cellule epiteliali e in una sede subepiteliale (cheratopatia bollosa) e irrompe attraverso l'epitelio provocando dolorose erosioni corneali. Alla fine, l'edema subepiteliale e il disagio diminuiscono, ma l'acuità visiva continua a deteriorarsi. Le anomalie corneali iniziano a livello centrale, ma si diffondono verso il limbo. Con l'avanzare della malattia, si forma tessuto connettivo vascolare. La FECD è comunemente associata alla cataratta.

## Diagnosi
Diagnosticare una malattia genetica o rara può essere spesso una sfida.  L'evidenza istologica di un aspetto anomalo delle cellule endoteliali è presente molti anni prima che compaiano i principali segni clinici della FECD rilevabili mediante osservazione alla lampada a fessura:
- ispessimento della membrana di Descemet,
- presenza delle gutte,
- endotelio "a metallo battuto".

Sono disponibili alcuni test genetici molecolari.

### Diagnosi differenziale
La diagnosi differenziale si pone verso le altre forme di distrofia corneale, che però sono clinicamente manifeste in età più giovane; sono tipicamente bilaterali e simmetriche, mentre la distrofia di Fuchs comporta spesso un interessamento asimmetrico.

## Trattamento
I trattamenti d'elezione sono l'intervento chirurgico di cheratoplastica endoteliale, più raramente perforante, o il trapianto della cornea.
Con nuove tecniche chirurgiche è anche possibile sostituire la porzione interna malata della cornea senza ricorrere alla sua completa sostituzione.
I trattamenti non chirurgici di FECD possono essere utilizzati per trattare i sintomi della malattia precoce. La gestione medica include la soluzione salina ipertonica topica, la disidratazione del film lacrimale precorneale e lenti a contatto morbide terapeutiche. La soluzione salina ipertonica attinge l'acqua dalla cornea attraverso l'osmosi. Quando si utilizza la disidratazione tramite phon, il paziente viene istruito a tenere a una distanza di un braccio o diretto sul viso in un ambiente freddo, per asciugare le vesciche epiteliali. Questo può essere fatto due o tre volte al giorno. Il trattamento definitivo, tuttavia (specialmente con un aumento dell'edema corneale), è chirurgico sotto forma di trapianto di cornea. I tipi più comuni di intervento chirurgico per FECD sono la cheratoplastica endoteliale automatizzata di stripping di Descemet (DSAEK) e la cheratoplastica endoteliale di membrana di Descemet (DMEK), che rappresentano oltre la metà dei trapianti di cornea negli Stati Uniti. L'uso di lenti sclerali può migliorare notevolmente la vista quando è affetta da irregolarità sulla superficie della cornea.
Le direzioni future più speculative nel trattamento della FECD includono l'espansione in vitro di cellule endoteliali corneali umane per il trapianto, cornee artificiali (cheratoprotesi) e modificazione genetica. Un intervento chirurgico in cui l'endotelio malato centrale viene rimosso ma non sostituito con tessuto donatore, con conseguente inibizione della Rho-Associated Kinase (ROCK) della divisione delle cellule endoteliali, può offrire un trattamento medico praticabile.
Una maggiore comprensione della fisiopatologia della FECD potrebbe aiutare in futuro lo sviluppo di trattamenti per prevenire la progressione della malattia. Sebbene siano stati compiuti molti progressi nella ricerca e nel trattamento della FECD, molte domande devono ancora essere risolte. Le cause esatte della malattia, la previsione della progressione della malattia e la consegna di una prognosi accurata, i metodi di prevenzione e un trattamento non chirurgico efficace sono ancora oggetto di ricerca.